# Maggie Hassan
Margaret Coldwell Hassan (* 27. února 1958 Boston, Massachusetts) je americká politička za Demokratickou stranu. Od roku 2017 je senátorkou USA za stát New Hampshire.
V letech 2004 až 2010 působila jako členka newhampshirského Senátu, v letech 2008 až 2010 byla vůdkyní většiny v této komoře. Ve volbách v roce 2012 byla zvolena guvernérkou tohoto státu, když se ziskem 55 % hlasů porazila protikandidáta z Republikánské strany Ovida Lamontagna. Se ziskem 52 % hlasů poté funkci obhájila v roce 2014, když porazila Republikána Walta Havensteina. 
V roce 2016 byla zvolena senátorkou, když ve volbách se ziskem 48 % hlasů porazila o pouhou jednu desetinu procenta (tj. jeden tisíc hlasů) dosavadní senátorku a členku Republikánů Kelly Ayotte. Spolu s Jeanne Shaheenovou se stala jednou ze dvou senátorek v historii, které před svým mandátem sloužily také ve funkci guvernérky. Mandát senátorky poté obhájila v roce 2022, když se ziskem téměř 54 % hlasů porazila Republikána Don Bolduca.
Je centristickou Demokratkou. Na rozdíl od řady svých stranických kolegů nepodporuje razantní navyšování minimální mzdy a zákony na legalizaci marihuany pro rekreační účely. Podle analýzy hlasovala Hassanová v roce 2021 ve 100 % případů pro zákony, které podporoval americký prezident Joe Biden. V roce 2024 byla nicméně označena za jednu z nejvíce nadstranických členek Kongresu. Od roku 1983 je vdaná a má dvě děti.